# Ahmed al-Kaabi
Ahmed Khalifa Said al-Kaabi (arabisch أحمد خليفة الكعبي, DMG Aḥmad Ḫalīfa al-Kaʿbī; * 15. September 1996 in al-Ain, Vereinigte Arabische Emirate) ist ein omanischer Fußballspieler.

## Karriere

### Klub
Schon in der Jugend spielte er für al-Nahda und wechselte dort von der U19 zur Saison 2014/15 in die erste Mannschaft.

### Nationalmannschaft
Seinen ersten bekannten Einsatz für die omanische Fußballnationalmannschaft hatte er am 13. Dezember 2018 bei einem 2:1-Freundschaftsspielsieg über Tadschikistan über die volle Spielzeit.
Nach einer längeren Pause bekam er ab März 2021 Einsätze in der Nationalmannschaft und spielte in jeder Partie des FIFA-Arabien-Pokals 2021.